# Giuseppe Faè
Giuseppe Faè, nome di battaglia "don Galera" (Campomolino, 4 marzo 1885 – Montaner, 13 dicembre 1966), è stato un presbitero, partigiano e antifascista italiano.

## Biografia
Ordinato sacerdote nel 1908, partecipa alla prima guerra mondiale come cappellano militare degli Alpini. Tra il 1922 e il 1926 fu direttore del settimanale diocesano "L’Azione". A partire dal 1925, con l'instaurazione del regime fascista, il settimanale rinunciò a trattare grandi temi e si limitò a mera cronaca locale e ad affiancare di tanto in tanto la propaganda fascista.. 
Poi diventa parroco di Montaner frazione di Sarmede il 22 gennaio 1927: l'incarico era per lui una sorta di "confino ecclesiastico" a causa della sua netta posizione antifascista. A Montaner don Giuseppe Faè costruì un asilo, un orfanotrofio, una chiesa intitolata a san Giovanni Bosco ed una saletta adibita a cinema.

### Nella Resistenza
Dopo l'Armistizio di Cassibile intensifica la sua attività tanto da collaborare attivamente nella formazione delle prime bande partigiane. Assieme a Giovanbattista Bitto "Pagnoca" avvia il primo nucleo partigiano nella zona del vittoriese, il Gruppo Brigate Vittorio Veneto, che confluirà nella futura divisione Nannetti. 

Don Giuseppe Faè aiutò i partigiani fornendo loro cibo, vestiti e sistemandoli nella canonica, che adibì a rifugio dei guerriglieri e delle loro armi. La sua parrocchia divenne dunque un passaggio obbligato per chi desiderava equipaggiarsi e partecipare alle formazioni partigiane del Cansiglio.
 
Il 27 marzo 1944 don Giuseppe e sua sorella vennero arrestati per attività antifascista, traditi da due falsi partigiani. Portati ad Udine, vennero processati e condannati a morte: la sorella del sacerdote partì per un campo di sterminio, senza fare più ritorno, mentre don Giuseppe, per probabile intercessione dell'arciprete di Pordenone Gioacchino Muccin, in seguito eletto vescovo di Feltre e Belluno, venne ospitato nel seminario di Vittorio Veneto dove i fascisti lo graziarono facendogli trascorrere lì gli anni della guerra civile.

### Dopoguerra
Liberato e tornato a Montaner il 3 maggio 1945, don Giuseppe Faè si adoperò per ottenere la linea telefonica, la luce elettrica, l'acqua corrente nelle case, l'apertura di un ufficio postale e la costruzione di una scuola.
Negli ultimi anni, a causa della vecchiaia, don Giuseppe venne affiancato da alcuni cappellani. Durante gli ultimi tre anni e mezzo venne assistito dal giovane cappellano Antonio Botteon.
Don Giuseppe Faè morì il 13 dicembre 1966, amatissimo e venerato come un santo dalla popolazione. Numerosi furono gli aneddoti che circolarono sui suoi presunti poteri taumaturgici e miracolosi.

## Riconoscimenti
A Montaner è stato eretto un monumento in sua memoria.